# (16401) 1984 SV5
A (16401) 1984 SV5 a Naprendszer kisbolygóövében található aszteroida. Henri Debehogne fedezte fel 1984. szeptember 21-én.